# Saint-Ouen-de-Thouberville
Saint-Ouen-de-Thouberville ist eine französische Gemeinde mit 2.426 Einwohnern (Stand: 1. Januar 2022) im Département Eure in der Region Normandie. Sie gehört zum Arrondissement Bernay und zum Kanton Bourg-Achard. Die Einwohner werden Thoubervillais genannt.

## Geographie
Saint-Ouen-de-Thouberville liegt etwa 20 Kilometer südwestlich von Rouen in der Landschaft Roumois. Umgeben wird Saint-Ouen-de-Thouberville von den Nachbargemeinden La Trinité-de-Thouberville im Norden, Caumont im Norden und Nordosten, La Bouille im Nordosten, Moulineaux im Osten, Bourgtheroulde-Infreville im Süden sowie Bosgouet im Westen.
Durch die Gemeinde führt die Autoroute A13. 

## Bevölkerungsentwicklung
| Jahr                       | 1962 | 1968 | 1975 | 1982 | 1990 | 1999 | 2006 | 2020 |
| Einwohner                  | 1027 | 1189 | 1520 | 1524 | 1447 | 1725 | 2089 | 2452 |
| Quellen: Cassini und INSEE |      |      |      |      |      |      |      |      |

## Sehenswürdigkeiten
- Kirche Saint-Ouen
- Friedhofskreuz aus dem 16. Jahrhundert, Monument historique seit 1965

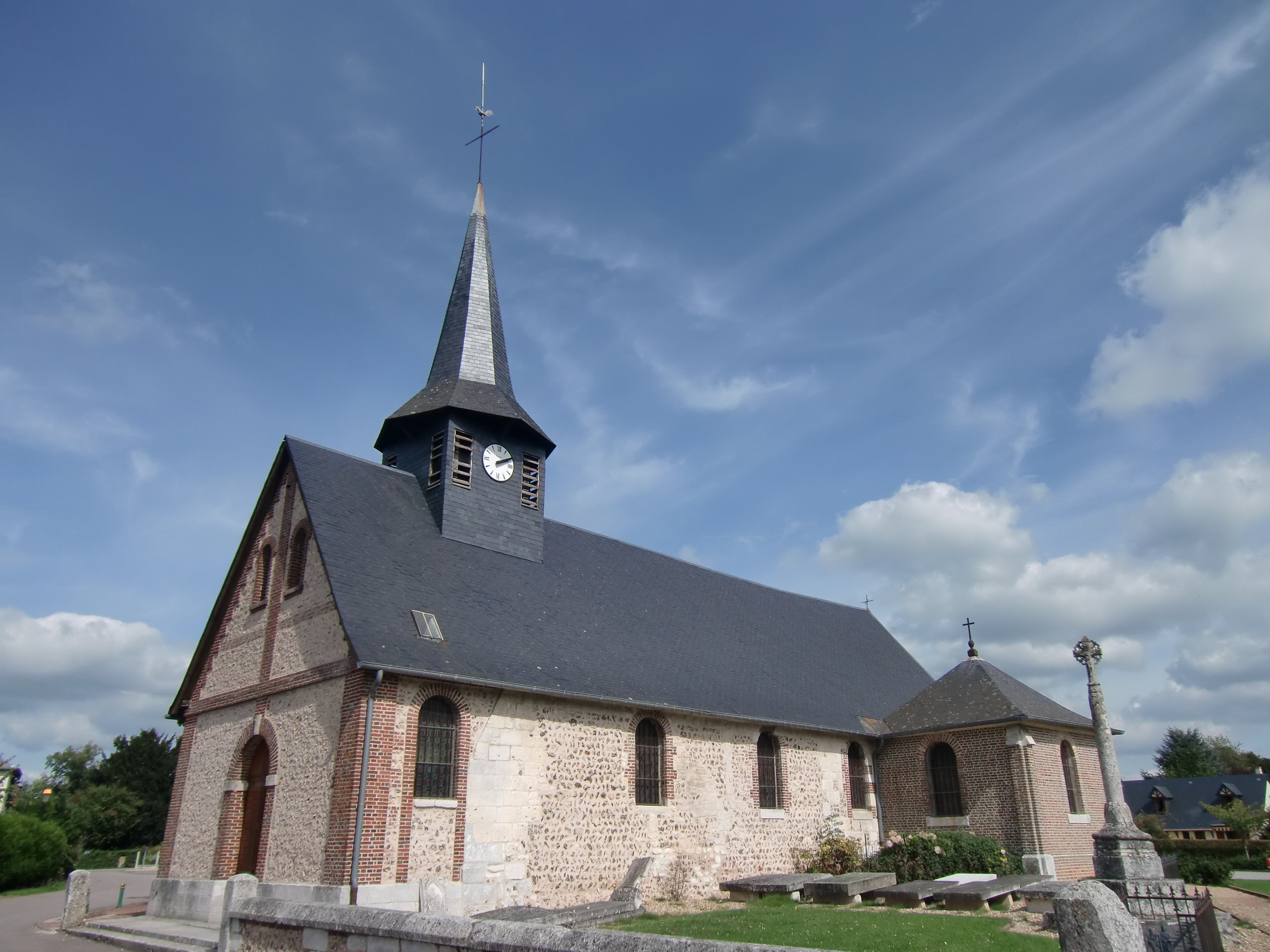
Kirche Saint-Ouen

## Persönlichkeiten
- Hippolyte Madelaine (1871–1966), Maler